# Discografia de Liam Payne
A discografia de Liam Payne, um cantor e compositor britânico, é composta por um álbum de estúdio, um extended play (EP), dez singles, nove videoclipes e um single promocional.

## Álbuns

#### Lista de álbuns de estúdio
| Título | Detalhes | Melhores posições nas tabelas | Melhores posições nas tabelas | Melhores posições nas tabelas | Melhores posições nas tabelas | Melhores posições nas tabelas | Melhores posições nas tabelas | Melhores posições nas tabelas | Melhores posições nas tabelas | Melhores posições nas tabelas |
| Título | Detalhes | UK                            | AUS                           | BEL (FL)                      | CAN                           | FRA                           | GER                           | IRE                           | SWI                           | US                            |
| ------ | --- | ----------------------------- | ----------------------------- | ----------------------------- | ----------------------------- | ----------------------------- | ----------------------------- | ----------------------------- | ----------------------------- | ----------------------------- |
| LP1    | - Lançamento: 6 de dezembro de 2019 - Gravadora: Capitol - Formatos: Download digital, streaming, fita cassete, CD, LP | 17                            | 50                            | 124                           | 70                            | 153                           | 91                            | 69                            | 100                           | 111                           |

## Extended plays(EP)
| Título     | Detalhes                                                                                        | Melhores posições nas tabelas | Melhores posições nas tabelas |
| Título     | Detalhes                                                                                        | US                            | US Heat.                      |
| ---------- | ----------------------------------------------------------------------------------------------- | ----------------------------- | ----------------------------- |
| First Time | - Lançamento: 24 de agosto de 2018 - Gravadora: Capitol - Formatos: Download digital, streaming | —                             | 2                             |

## Singles
| Ano                                                                                  | Título                                      | Melhores posições nas tabelas | Melhores posições nas tabelas | Melhores posições nas tabelas | Melhores posições nas tabelas | Melhores posições nas tabelas | Melhores posições nas tabelas | Melhores posições nas tabelas | Melhores posições nas tabelas | Melhores posições nas tabelas | Melhores posições nas tabelas | Certificações | Álbum      |
| Ano                                                                                  | Título                                      | UK                            | AUS                           | AUT                           | FRA                           | GER                           | IRE                           | NZ                            | SWE                           | SWI                           | US                            | Certificações | Álbum      |
| ------------------------------------------------------------------------------------ | ------------------------------------------- | ----------------------------- | ----------------------------- | ----------------------------- | ----------------------------- | ----------------------------- | ----------------------------- | ----------------------------- | ----------------------------- | ----------------------------- | ----------------------------- | --- | ---------- |
| 2017                                                                                 | "Strip That Down" (com Quavo)               | 3                             | 2                             | 15                            | 32                            | 10                            | 2                             | 4                             | 24                            | 30                            | 10                            | - BPI: Platina - ARIA: 5× Platina - BVMI: Platina - GLF: Platina - RIAA: 3× Platina - RMNZ: Platina - SNEP: Ouro | LP1        |
| 2017                                                                                 | "Get Low" (com Zedd)                        | 26                            | 39                            | 54                            | 180                           | 75                            | 37                            | —                             | 41                            | 54                            | 91                            | - BPI: Prata - RIAA: Ouro                                                                                        | LP1        |
| 2017                                                                                 | "Bedroom Floor"                             | 21                            | 52                            | 69                            | 102                           | 100                           | 30                            | —                             | 100                           | 95                            | 98                            | - BPI: Prata - ARIA: Ouro                                                                                        | LP1        |
| 2018                                                                                 | "For You" (com Rita Ora)                    | 8                             | 15                            | 4                             | 2                             | 1                             | 17                            | 34                            | 15                            | 3                             | 76                            | - BPI: Ouro - ARIA: Platina - BVMI: Ouro - GLF: Platina - IFPI AUT: Ouro - SNEP: Platina                         | LP1        |
| 2018                                                                                 | "Familiar" (com J Balvin)                   | 14                            | 95                            | 65                            | 108                           | 50                            | 22                            | —                             | 46                            | 52                            | —                             | - BPI: Ouro | LP1        |
| 2018                                                                                 | "First Time" (com French Montana)           | —                             | —                             | —                             | —                             | —                             | —                             | —                             | —                             | —                             | —                             | | First Time |
| 2018                                                                                 | "Polaroid" (com Jonas Blue e Lennon Stella) | 12                            | —                             | —                             | —                             | —                             | 22                            |                               | —                             | 96                            | —                             | - BPI: Ouro | LP1        |
| 2019                                                                                 | "Stack It Up" (com A Boogie wit da Hoodie)  | 84                            | —                             | —                             | —                             | —                             | —                             | —                             | —                             | —                             | —                             | | LP1        |
| 2019                                                                                 | "All I Want (For Christmas)"                | 73                            | —                             | —                             | —                             | —                             | 98                            | —                             | —                             | —                             | —                             | | LP1        |
| 2019                                                                                 | "Live Forever"(com Cheat Codes)             | —                             | —                             | —                             | —                             | —                             | —                             | —                             | —                             | —                             | —                             | | LP1        |
| "—" denota títulos que não entraram nas tabelas ou não foram lançados no território. |                                             |                               |                               |                               |                               |                               |                               |                               |                               |                               |                               | |            |

### Singlespromocionais
| Ano  | Título                                  | Álbum                     |
| ---- | --------------------------------------- | ------------------------- |
| 2019 | "Let It Snow, Let It Snow, Let It Snow" | Adicionado à nenhum álbum |

## Vídeos musicais
| Ano  | Título                                                       | Diretor(s)            | Ref.   |
| ---- | ------------------------------------------------------------ | --------------------- | ------ |
| 2017 | "Strip That Down" (com Quavo)                                | Emil Nava             |        |
| 2017 | "Get Low" (com Zedd)                                         | Andrew Donoho         | [ 29 ] |
| 2017 | "Bedroom Floor"                                              | Declan Whitebloom     | [ 30 ] |
| 2018 | "For You" (com Rita Ora)                                     | Hannah Lux Davis      |        |
| 2018 | "Familiar" (com J Balvin)                                    | Mark Klasferf         |        |
| 2018 | "First Time" (com part. de French Montana)                   | Phillip R. Lopez      |        |
| 2018 | "Polaroid" (com Jonas Blue & Lennon & Maisy e Lennon Stella) | Jay Martin            |        |
| 2019 | "Stack It Up" (com part. de A Boogie with da Hoodie)         | Nathan R. Smith       |        |
| 2019 | "Live Forever" (com part. de Cheat Codes)                    | Similar But Different | [ 31 ] |